# Odilienmühle

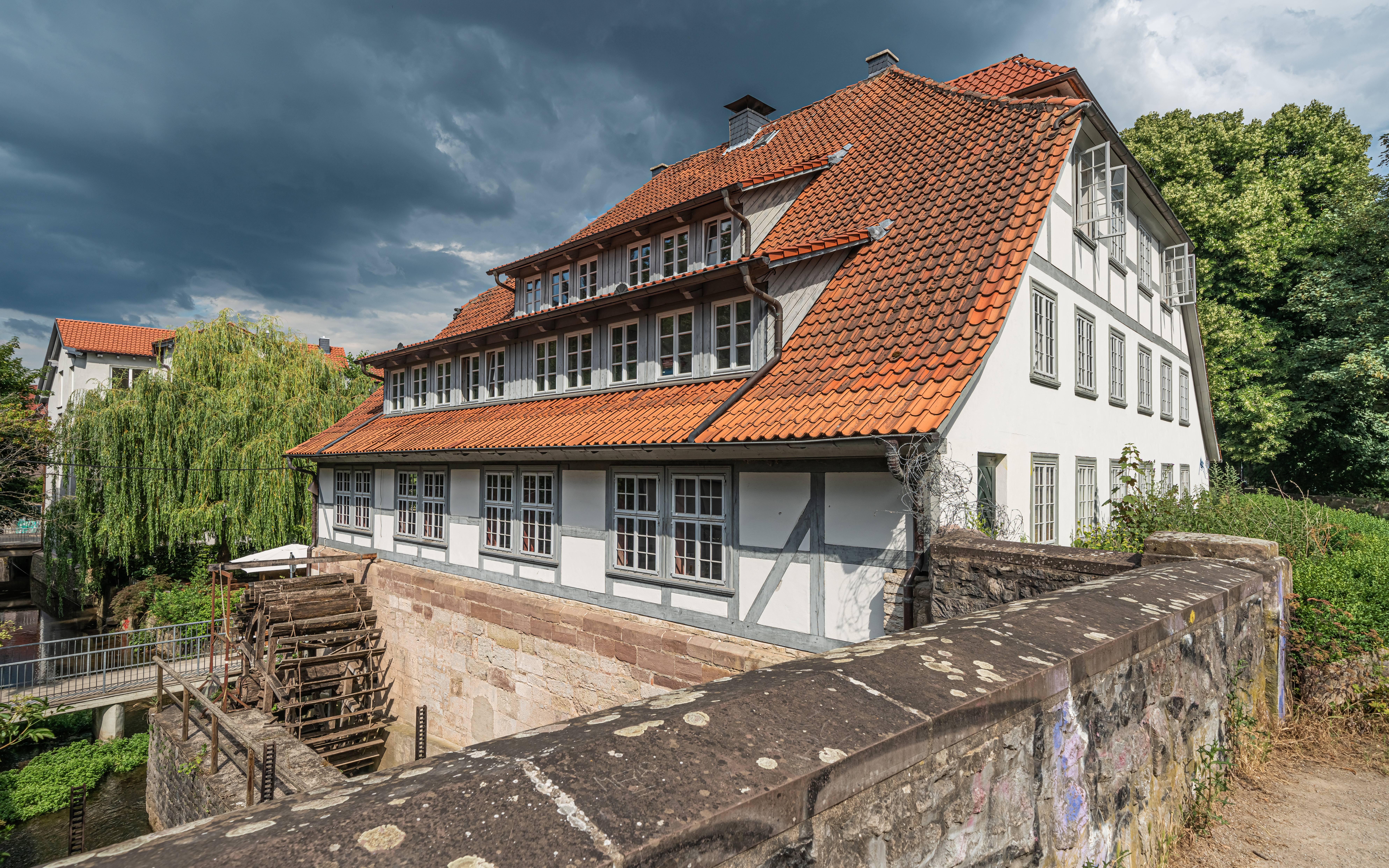
Odilienmühle, Ansicht von Südosten mit Blick vom Stadtwall (2022)

Die Odilienmühle (Kleine Mühle) ist eine Wassermühle am heutigen westlichen Rand der Altstadt von Göttingen in Niedersachsen.

## Geschichte
Die Mühle wurde im Jahre 1305 in einem Schreiben von Herzog Albrecht dem Feisten erstmals urkundlich erwähnt, als der Herzog das Recht der Mahlmetze an die Stadt verlieh. Zu dieser Zeit war die Mühle im Besitz der Herren von Adelebsen. 1371 wurde sie durch die Stadt Göttingen aufgekauft.

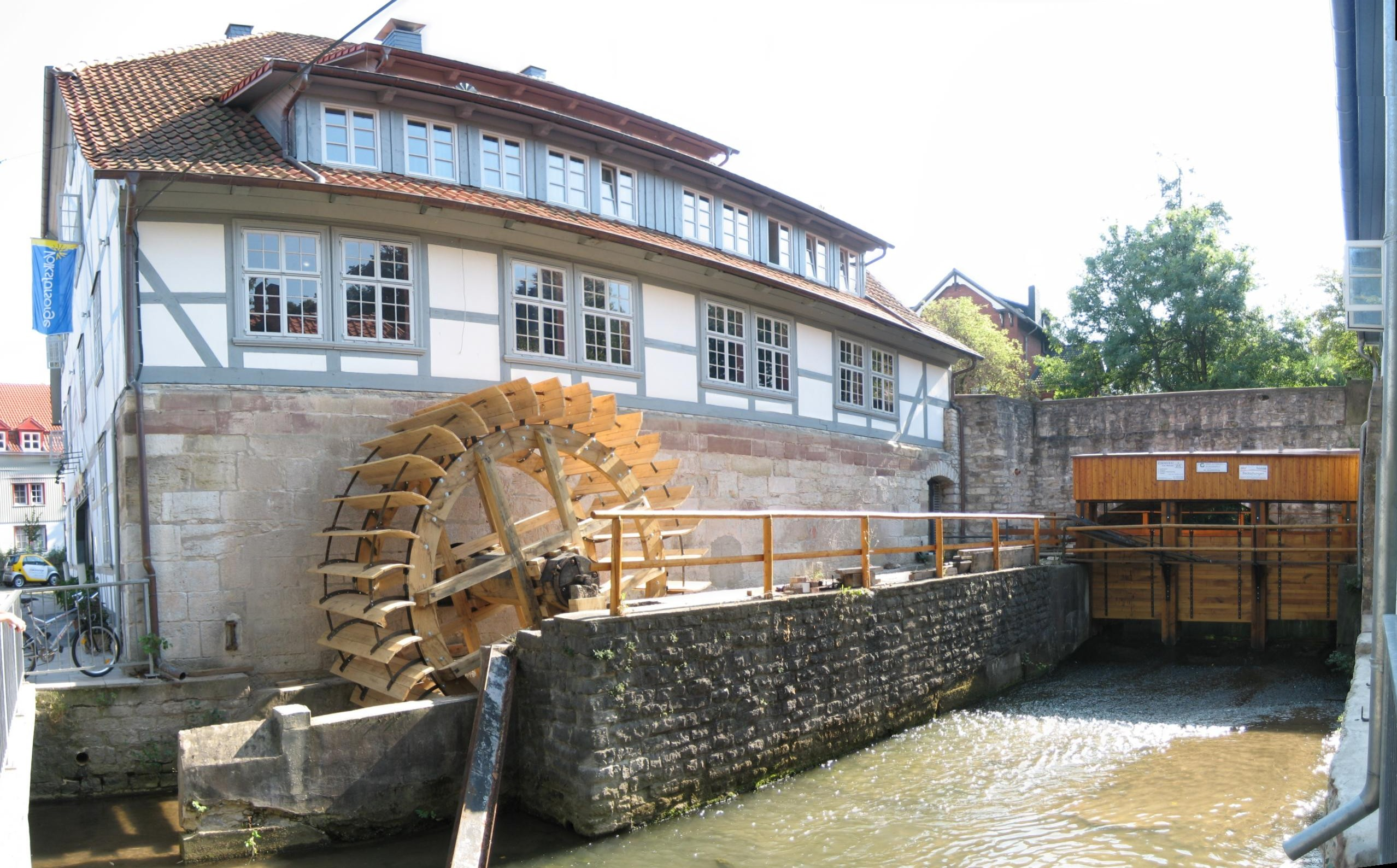
Odilienmühle am Leinekanal, mit Mühlrad und Wehranlage (2006)

Die Odilienmühle befindet sich unter der Adresse Hospitalstraße 35 am Ostufer des Leinekanals direkt gegenüber der Lohmühle (Lohmühlenweg 1) und lag ursprünglich außerhalb der Mauerbefestigung. Erst nach einer Stadterweiterung und durch den Bau der seither direkt an die Mühle anschließenden Wallbefestigung (1362–1577) war die Odilienmühle ab 1541 in die städtischen Befestigungsanlagen einbezogen und konnte so auch in Kriegszeiten die Versorgung der Bevölkerung mit absichern. Die Mühle wurde durch die Stadt Göttingen fortlaufend verpachtet. Im 14. Jahrhundert betrug die jährliche Pacht ca. 18 Mark.
Das heutige Fachwerk-Mühlengebäude stammt aus den Jahren 1766/67, die Technik ist etwa ein Jahrhundert jünger. Noch im 18. Jahrhundert sah man eine Bauinschrift mit den Datum „1600“, die auf einen Vorgängerbau hinwies.

## Umnutzung
Die immer noch in städtischem Besitz befindliche Odilienmühle war nach mehrmaligem Umbau bis 1945 teilweise in Betrieb.

Seit den 1990er-Jahren suchte die Stadt nach einem privaten Käufer des denkmalgeschützten Gebäudes. 1999 zerschlug sich eine Planung der 1994 in Göttingen wiederbegründeten Jüdischen Gemeinde zur Übernahme der Odilienmühle, um darin ihr Gemeindezentrum einzurichten. Es sollte dazu auch die Fachwerk-Synagoge aus Bodenfelde auf das beengte Grundstück transloziert werden (seit 2006 auf dem Grundstück Angerstraße 14 in Göttingen).

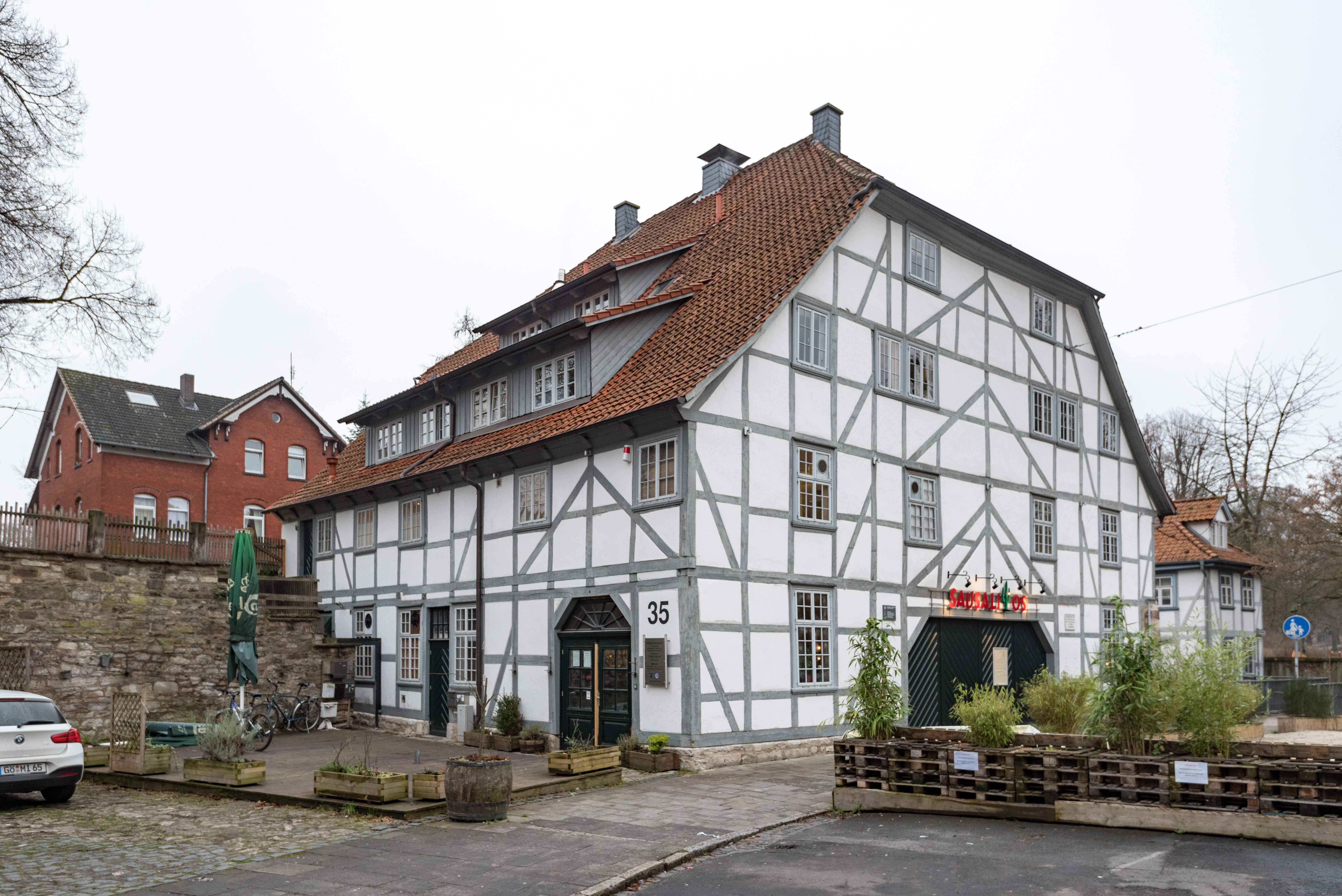
Ansicht der Odilienmühle von Nordosten, Hospitalstraße; rechts im Hintergrund die Lohmühle (2018)

Der seit 2002 jetzige Privateigentümer veranlasste 2003–2006 einen durchgreifenden Umbau mit Umnutzung. Heute befinden sich in dem Gebäude Gastronomie, Büros und Wohnungen.
Das Mühlrad wurde 2007 mit finanzieller Beteiligung der Stadt Göttingen und des Niedersächsischen Landesamtes für Denkmalpflege restauriert und wieder zum Drehen gebracht, allerdings ohne Verbindung zur ehemaligen Mühlentechnik im Inneren des Gebäudes.

## Literatur

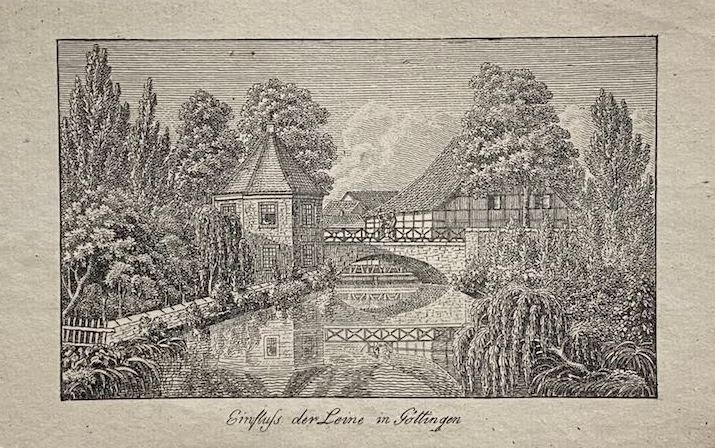
Christian Andreas Besemann: „Einfluss der Leine in Göttingen“. Blick von Süden, links das spätere Bismarckhäuschen, rechts hinter dem Wall der Giebel der Odilienmühle (Stammbuch-Kupferstich, 1812)